# 斜基粗叶木
斜基粗叶木（学名：Lasianthus wallichii）为茜草科粗叶木属下的一个种。

## 扩展阅读
- 維基物種上的相關：斜基粗叶木